# Licínio França
Licínio Conceição de Miranda França (Lisboa, 17 de outubro de 1953 – Caneças, 30 de janeiro de 2021) foi um ator e cantor português.

## Carreira
Surge como autor-compositor e intérprete em 1972, no concurso "A Oportunidade". Lança o seu primeiro single. 
Lança os singles "O Adeus dos Cães Raivosos" (1975) e "Cantar À Liberdade" (1977).
Em 1979, participa no Festival do Illiabum, em Ílhavo, com o conjunto Improviso  e como autor de um tema interpretado por Jorge Dias. Esta edição do festival foi ganha por Carlos Paião, ainda em início de carreira. Foi também autor da música "Mensagem de Paz e Amor", com que Jô participou nas eliminatórias do Festival RTP da Canção de 1980.
Grava um single, acompanhado com o conjunto Espaço 4, que incluía os temas "Rock Do Zé" e "Rock N' Roll À Portuguesa". Em conjunto com o seu colega Manuel Rodrigues, escreveu para outros nomes, como Lúcia e Jorge ("Turma dos Bons") e Stella e Marcela ("Teledisco"). Lança o single "Serás Um Novo Amigo" no ano de 1982.
Em 1983, estreia-se como ator no elenco da versão portuguesa do musical Annie, onde participaram nomes como Nicolau Breyner e Noémia Costa. Em conjunto com esta última, Lícinio forma o O Duo Big-Ben, que grava um single com versões de Stevie Wonder e Laura Branigan.
No ano de 1988, fez parte do elenco fixo do programa Eu Show Nico. Participa ainda na série  e grava, para a RTP1, a comédia Daqui Fala O Morto, de Henrique Santana. É ator convidado do 18º episódio da série 7º Direito.
Em 1989, foi vencedor do III Festival da Canção de Lisboa, organizado pela RDP Antena 1, como autor-compositor e intérprete, conjuntamente com Noémia Costa, da canção "Lisboa Nunca Esquece". Gravam os LP Ternuras (1989) e Show a Dois (1990). Participa na série O Posto (1990), da RTP.
Integra o elenco da peça de teatro A Culpa é da Criada, como ator e ainda com música de sua autoria.
Em 1994, saiu outro trabalho discográfico seu, desta vez em CD e cassete, com o título genérico África, Minha Paixão. Como ator convidado, gravou um episódio da série Queridas e Maduras, para a RTP1. Anda depois em digressão, com o espetáculo de revista à portuguesa "Ond'É Que Isto Vai Parar". Prometeu ainda a edição de um CD e cassete com 11 temas, dos quais 6 temas seriam da sua autoria.
Na RTP, participa em Herman 99 (1999) e na série Não és Homem, Não és Nada (1999/2000).
Em 2001, participou na novela Filha do Mar, da TVI.
Regressa ao teatro de revista em Lisboa regressa ao parque, com nomes como Diogo Morgado, Noémia Costa, Carla Andrino, Alice Pires, Maya, Ricardo Castro, Joana França, Sofia Saragoça e Paulo Vasco. 
Foi casado com Noémia Costa, de quem tem uma filha, a também atriz Joana França, nascida em 1986. O casal separou-se em 2004, depois de estarem juntos mais de 20 anos.
No ano de 2007, lançou o CD Eterno Apaixonado, com temas da sua autoria. 
Queixa-se da falta de trabalho. O último trabalho em televisão foi na novela Flor do Mar (2008/2009), onde desempenhou um pequeno papel.
Em maio de 2010, foi convidado do programa Companhia das Manhãs, da SIC, onde assumiu dificuldades financeiras devido à falta de trabalho e revelou que vivia num quarto da Santa Casa da Misericórdia de Lisboa.
Em novembro de 2019, a revista TV 7 Dias indicou que estava num lar e que sofria de uma doença neurodegenerativa, nomeadamente, Alzheimer. Pouco mais de um ano depois, a 30 de janeiro de 2021, acabou por morrer vítima de Covid-19, no Lar da Santa Casa da Misericórdia de Caneças, onde estava institucionalizado.

## Televisão
- Eu Show Nico RTP 1988 - vários personagens
- O Posto RTP 1990
- Filha do Mar TVI 2001/2002 - Evaristo
- Fábrica de Anedotas RTP 2002 - várias personagens
- Vá Para Fora... Ou Vai Para Dentro TVI 2004 - várias personagens

## Pequenas participações em televisão
- Sétimo Direito RTP 1988 - assaltante
- Os Homens da Segurança RTP 1988 - Pais
- Passerelle RTP 1988
- Nico D'Obra RTP 1993
- Na Paz dos Anjos RTP 1994 - espanhol
- Desencontros RTP 1994 - médico
- Nico D'Obra RTP 1995
- Reformado e Mal Pago RTP 1997 - Paulo
- Terra Mãe RTP 1998
- Uma Casa em Fanicos RTP 1998
- Não és Homem Não és Nada RTP 1999 - cantor
- Todo o Tempo do Mundo TVI 1999 - secretário
- Médico de Família (série) SIC 2000
- Jornalistas SIC 2000 - Raul Fonseca
- Crianças S.O.S TVI 2000
- Cuidado Com As Aparências SIC 2000/2001
- Milionários à Força RTP 2001 - Elídio
- Ganância SIC 2001
- Camilo, o Pendura RTP 2002
- Inspector Max TVI 2005 - bombeiro
- Camilo em Sarilhos SIC 2006 - Marques
- Resistirei SIC 2007
- Floribella SIC 2007
- Conta-me Como Foi RTP 2008
- Deixa-me Amar TVI 2008
- Feitiço de Amor TVI 2008
- Amália RTP 2008 - empregado do bar
- Flor do Mar TVI 2009 - Aventino

## Música/Discografia
Gravou sete singles, várias cassetes e dois LP, em que a maior parte dos temas são de sua autoria. 
- (Single, 1974)
- O Adeus dos Cães Raivosos / Lutemos (Single, Tecla, 1975) TE 20071
- Cantar À Liberdade / Cais da Vida (Single, Tecla, 1977) TE 20073
- Rock do Zé / Rock Do Zé / Rock N' Roll À Portuguesa (Single, Metro-Som, 1981) - como Licinio + Espaço 4
- Serás Um Novo Amigo / Rotina Em Lisboa (Single, Materfonis, 1982)

- Eu Só Liguei Para Dizer Que Te Amo / O Meu Control (Single, Vira, 1984) - Duo Big-Ben (com Noémia Costa)
- Ternuras (LP, 1989) - Licínio & Noémia
- Show A Dois ‎(LP, Disconorte, 1990) - Licínio & Noémia

- África, Minha Paixão (CD, 1994)
- Eterno Apaixonado (CD, 2007)